# Teresa Gil de Vidaure
Teresa Gil de Vidaure, född okänt år, död 1285, var en drottning av Aragonien; gift 1255 med kung Jakob I av Aragonien. 

## Biografi
Hon var en adelsdam och beskrivs som en skönhet. Jakob blev tidigt förälskad i henne och lovade att gifta sig med henne, men gifte sig i stället med en annan år 1235. 
Under hans äktenskap behöll de någon form av relation, och 1255, fyra år efter Jakobs frus död, gifte de sig. Äktenskapet var civilt och inte kyrkligt. 
År 1260 övergav Jakob Teresa med förevändningen att hon hade spetälska. 